# Hendecasis fulvalis
Hendecasis fulvalis là một loài bướm đêm trong họ Crambidae.